# Киликиїв
Килики́їв — село в Україні, у Ганнопільській сільській громаді Шепетівського району Хмельницької області. Населення становить 863 особи.

## Географія
Розташоване на півночі Шепетівського району, на лівому березі річки Корчик, за 54 кілометри від районного та за 160 кілометрів від обласного центру. Межує з Рівненським районом, Рівненської області.

## Назва
У 1993 р. назву села Киликиїв було змінено на одну літеру.

## Походження назви
Перші відомості про поселення на території теперішнього Киликиєва відносяться до першої половини 13 століття. За народним переказом під час навали татаро-монголів на Київ у 1240 році жителі Києва, рятуючись від татарського поневолення, втікали у віддалені ліси. Один із перших поселенців, який утік із Києва, поселився недалеко від шляху, де розташоване сучасне урочище «Гайок» при впадінні річки Жариха в Корчик. Біля нього поселилися й інші втікачі. Від поселення пізніше і пішла назва Киликиїв, що за народною етимологією розшифровують як «коло Києва», або Киликиїв.

## Символіка
Затверджена 24 грудня 2019 р. рішенням № 10-47/2019 XLVII сесії сільської ради VII скликання. Автори — В. М. Напиткін, К. М. Богатов, М. І. Медведюк.

### Герб
У золотому щиті червоний полум'яний меч вістрям догори і чорний спис вістрям донизу, покладені у косий хрест, супроводжувані угорі і знизу червоними підковами вушками доверху, по сторонам протиоберненими червоними лемехами. Щит вписаний у декоративний картуш і увінчаний золотою сільською короною. Унизу картуша напис «КИЛИКИЇВ».
Меч — символ Архистратига Михаїла (прямий натяк на київський герб, оскільки, за легендою, село засноване переселенцями з-під Києва — «коло Києва»); спис — символ Юрія-Змієборця (знак місцевої церкви). Підкови і лемехи — символ сільського господарства.

### Прапор
Квадратне жовте полотнище, у якому навхрест покладені червоний полум'яний меч вістрям догори і чорний спис вістрям донизу, супроводжувані угорі і знизу червоними підковами вушками доверху, по сторонам протиоберненими червоними лемехами.

## Історія

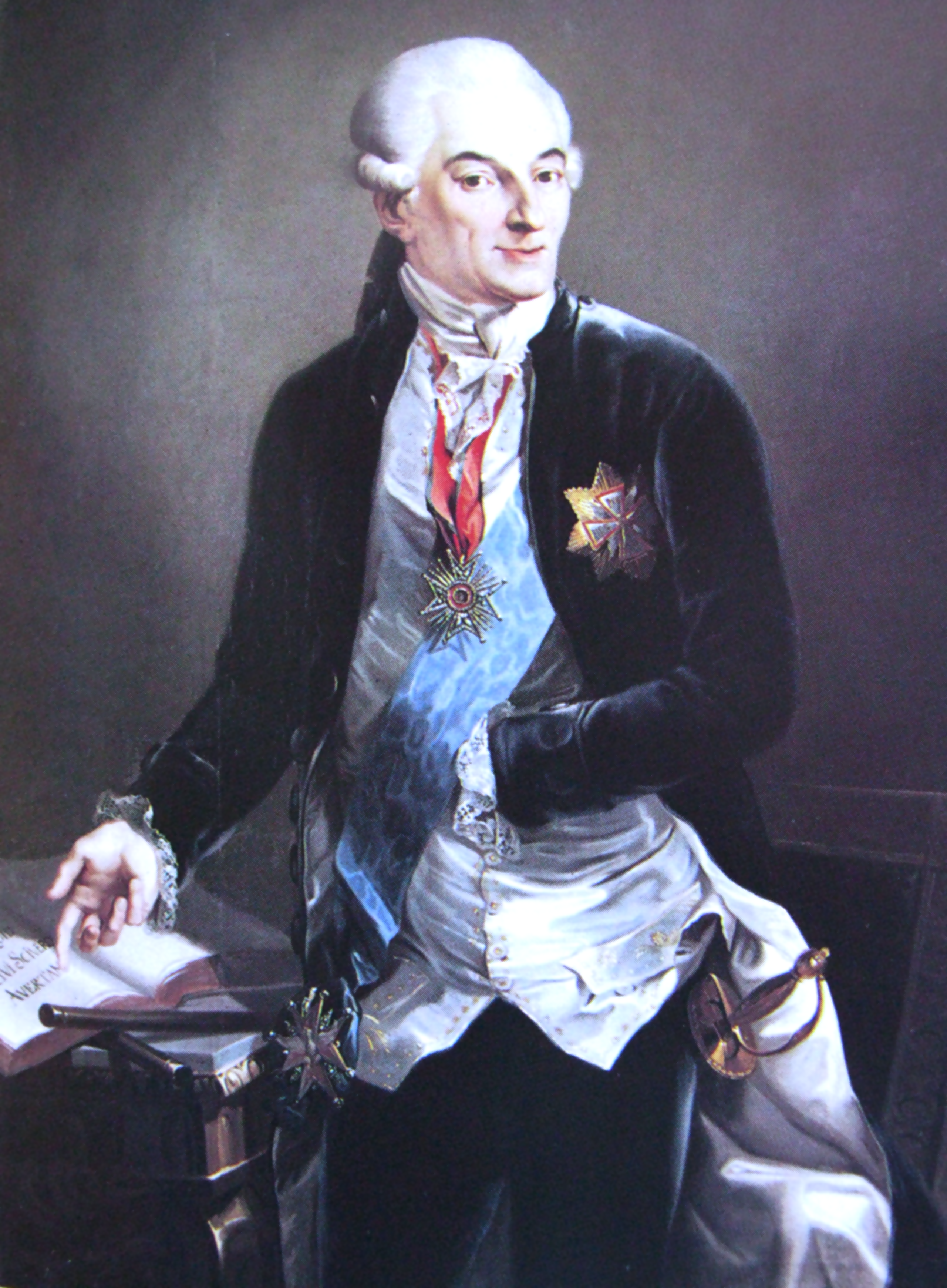
Антоній Барнаба Яблоновський

Киликиїв наприкінці 18 століття належав хорунжому і кавалеру Яну Стецькому, який, очевидно, придбав його у Антонія Барнаби Яблоновського, який володів Киликиєвом з 1758 року. Містечко знаходилось на вигідному на той час великому шляху з Острога до Новограда-Волинського. Як міське поселення Киликиїв з'явився у документах в 1569 році і належав князю Богушеві Федоровичу Корецькому. Поселення не відзначалось великою кількістю мешканців, загальна їх чисельність дорівнювала 815 жителям. Тут розташовувалась дерев'яна церква Георгія Переможця. Власник Киликиєва мав одноповерховий будинок, при якому був гайок.
Про рівень торгівлі в містечку свідчить наявність у ньому шести дерев'яних лавок, де асортимент товарів був наступним: сіль, суха риба та тютюн. Для місцевих потреб працювали три винокурні, які виготовляли «вино» третьої проби. Необхідно відзначити також і функціонування на річці двох борошномельних млинів, кожен з яких мав по три камені.
В «Описі Острозького повіту Волинської губернії» 1798 року згадано про 109 дворів у містечку.
Киликиїв мав торговельну площу, на якій стояла церква з 1852 року. Доми гендлярів творили чотирикутний ринок, у якому стояли крамниці, а в домах були заїзди. Центр містечка заселяли переважно євреї і лише в передмісті були селянські і міські доми. Серед товарів збуту на першому місці було збіжжя, худоба і смола.
Була там і церковно-приходська школа.
Наприкінці 19 століття в селі було 750 жителів, на початку 20 століття було 282 будинки і 1821 житель, 2 дерев'яні церкви другої половини 19 століття, школа діяла з 1842 року, щорічно проводилися 3 ярмарки.
На полях села до 1901 року було 72 кургани, а за 8 кілометрів від нього — велика група курганів, яка звалася «Кривоносові могили».

### 20 століття
За переписом 1911 року в Киликиєві було 2089 жителів, міщанська управа, однокласова школа, 3 крамниці, горілчана крамниця, кредитове товариство і 3 ярмарки щорічно.
В околицях села було знайдено величезні поклади червоного граніту.
Як і в інших містечках регіону, у Киликиєві згадується дерев'яна єврейська школа, що може свідчити про відповідну роль єврейської громади у розвитку міського поселення. В 19 столітті вплив єврейського населення зріс в багатьох містечках Острожчини, у тому числі і у Киликиєві.
7 (20) листопада 1917 року, відповідно до Третього Універсалу Української Центральної Ради, увійшло до складу Української Народної Республіки.

#### Друга Світова війна
Під час Другої Світової війни село було центром оунівського підпілля Берездівщини. Керівником підпілля у Киликиєві став А.Гамула. Він знайшов однодумців і організував в селі молодіжну групу з двох десятків киликиївців. Спочатку вони об'єдналися у боївку та таємно проходили бойовий вишкіл. Згодом стали ядром берездівської сотні, у яку влилася молодь з навколишніх сіл. Перша збройна акція відбулася під осінь 1943 року, у ході якої вони роззброїли десяток німців, які втікали з села на Славуту.
Киликиївська боївка розгорнулася в самостійну сотню УПА уже на початку 1944 року. До неї влилася молодь багатьох сіл Славутського і Берездівського районів Хмельницької області. З весни 1944 року сотня «Юренка» (Гамули) розгорнула запеклу боротьбу проти підрозділів Червоної Армії, яка на той час повністю зайняла Хмельниччину. Ця боротьба тривала до 1949 року.

#### Післявоєнний час
В Киликиєві містилася центральна садиба колгоспу «Перше травня» рослинницько-тваринницького напряму, який обробляв 1,8 тисяч га орної землі. Допоміжними галузями господарства були — овочівництво та бджільництво. Бригадир колгоспу В. О. Поліщук в 1971 році нагороджений орденом Леніна.
Станом на 1970 рік у селі була середня школа, клуб, бібліотека, медичний пункт, швейна майстерня. За післявоєнні роки зведено 184 житлові будинки.
12 червня 2020 року, відповідно до розпорядження Кабінету Міністрів України № 727-р «Про визначення адміністративних центрів та затвердження територій територіальних громад Хмельницької області», увійшло до складу Ганнопільської сільської територіальної громади
19 липня 2020 року, в результаті адміністративно-територіальної реформи та ліквідації Славутського району, село увійшло до складу новоутвореного Шепетівського району.

## Населення
Згідно з переписом УРСР 1989 року чисельність наявного населення села становила 989 осіб, з яких 430 чоловіків та 559 жінок.
За переписом населення України 2001 року в селі мешкали 843 особи.
Станом на 1 січня 2011 року в селі проживало 770 осіб, у тому числі дітей дошкільного віку — 43, шкільного віку — 102, громадян пенсійного віку — 226, працюючих громадян — 64.

### Мова
Розподіл населення за рідною мовою за даними перепису 2001 року:
| Мова       | Відсоток |
| ---------- | -------- |
| українська | 98,73 %  |
| російська  | 1,27 %   |

## Підприємства

### Підприємствасільськогосподарського виробництва
- ФГ «Світоч» — вирощування сільськогосподарських культур
- ФГ «Глорія» — вирощування сільськогосподарських культур
- ФГ «Нива» — вирощування сільськогосподарських культур
- ФГ «Світанок» — вирощування сільськогосподарських культур
- ФГ «Мрія» — вирощування сільськогосподарських культур

### Інші виробничі підприємства
- Пилорама (ПП Мархайчук)

### Торгівля
У селі 4 магазини, 3 з яких приватні, 1 є магазином райспоживспілки.

## Засоби масової інформації
Найпопулярнішими газетами в селі є «Пульс», «Трудівник Полісся», «Подільські вісті».

## Громадські організації
- Жіноча рада;
- Рада ветеранів війни та праці;
- Громадська рада молоді.

## Релігія
У Киликиєві є церква святої Параскеви, священик — Загоруйко Г. В.

## Свята
Храмовим святом у селі є день святої Параскеви — 10 листопада.

## Археологічні знахідки
Неподалік Киликиєва виявлено рештки поселень трипільської та чорноліської культур.